# Kejsartamarin
Kejsartamarin (Saguinus imperator) är en art i släktet tamariner som tillhör familjen kloapor. De första europeiska zoologerna som beskrev arten tyckte att den påminner om den tyska kejsaren Vilhelm II och på så sätt fick djuret sitt namn. Epitet imperator i det vetenskapliga namnet var från början tänkt som skämt men senare blev det allmänt godkänt.

## Kännetecken
Djurets päls har huvudsakligen en mörkgrå färg med gulbruna skuggor på rygg. Händer och fötter är svarta, svansen har en rödbrun färg. Även huvudet är svart. Påfallande är apans långa vita skägg. Liksom andra kloapor har den klor istället för naglar vid tårna (undantaget stortån). Dessa primater når en kroppslängd mellan 23 och 26 centimeter och därtill kommer en 35 till 41 centimeter lång svans. Vikten ligger vanligen mellan 450 och 500 gram.

## Utbredning och habitat
Djuret lever i sydvästra delen av Amazonområdet i Sydamerika. Utbredningsområdet sträcker sig över västra Brasilien (delstater Acre och Amazonas), östra Peru samt Bolivias allra nordligaste delar. Habitatet utgörs av regnskog. De vistas företrädesvis i regioner med tät undervegetation.

## Levnadssätt
Kejsartamarin är aktiv på dagen och vistas nästan hela livet i träd. Den rör sig snabb på fyra extremiteter och har bra förmåga att hoppa. Den vistas företrädesvis i trädkronorna, 10 meter över marken eller längre upp.
Dessa primater lever i grupper av två till åtta individer. Flocken består av en eller flera vuxna honor, en eller flera vuxna hannar och deras ungdjur. Varje grupp har ett revir som är cirka 30 hektar stor. Flockmedlemmarna visar ett utpräglad socialt beteende, bland annat genom att vårda varandras päls. Ofta förekommer blandade grupper med andra tamariner, till exempel Saguinus fuscicollis. De har olika läten för kommunikationen, bland annat för att uppmärksamma artfränder om fiender.

## Föda
Liksom andra tamariner är kejsartamarinen allätare som främst äter frukter, insekter och trädens vätskor. Dessutom ingår fågelägg och mindre ryggradsdjur (ödlor och grodor) i födan. På grund av artens lätta vikt kommer den fram till byten som sitter på små kvistar.

## Fortplantning
I varje grupp är det bara den dominanta honan som föder ungar. Denna hona kan para sig med alla hannar i flocken. Efter dräktigheten som varar i 140 till 145 dagar föds främst två ungar, sällan ett eller tre. Alla hannar och även de andra honorna hjälper vid ungarnas uppfostring. Ungefär efter tre månader slutar honan att ge di och cirka vid slutet av andra levnadsåret är ungarna könsmogna. Medellivslängden ligger vid 15 år.

## Hot
Kejsartamarinens naturliga fiender utgörs av mindre kattdjur, rovfåglar och ormar. Det största hotet är däremot skövlingen av regnskogen. I flera djurparker finns avelsprogram för artens skydd.
Populationen minskar men IUCN listar arten fortfarande som livskraftig (least concern).